# Station Dąbie nad Nerem
Station Dąbie nad Nerem is een spoorwegstation in de Poolse plaats Dąbie.